# Toxomerus insignis
Toxomerus insignis är en tvåvingeart som först beskrevs av Ignaz Rudolph Schiner 1868.  Toxomerus insignis ingår i släktet Toxomerus och familjen blomflugor. Inga underarter finns listade i Catalogue of Life.